# Richard Hofmann
Richard Hofmann   (Meerane, 8 de febrer de 1906 - Freital, 5 de maig de 1983) fou un futbolista alemany de la dècada de 1930.
Fou 25 cops internacional amb la selecció alemanya amb la qual participà en els Jocs Olímpics de 1928.
Pel que fa a clubs, defensà els colors de Dresdner SC.